# Varenbroek
Varenbroek is een bosgebied ten oosten van de tot de Antwerpse gemeente Herselt behorende plaats Bergom, gelegen aan de Varendonksesteenweg.
Het bos was tot 2003 een privaat jachtterrein van de familie de Merode. Het bos is 66 ha groot en wordt gedomineerd door zomereiken, terwijl er ook wintereiken te vinden zijn. Men vindt er: lijsterbes, sporkenhout, zwarte els, elzenzegge, dotterbloem, bosanemoon, speenkruid muskuskruid en wilde kamperfoelie. De dierenwereld wordt vertegenwoordigd door onder meer de middelste bonte specht, havik, buizerd, houtsnip, steenmarter, vos, ree en hazelworm.